# Марианска падина
Марианската падина е най-дълбоката известна океанска падина, както и най-дълбокото място в земната кора. Тя е най-слабо проученият участък от хидросферата.

## Геология
Намира се на 11°21' сев. ш. и 142°12' изт. д. в Тихия океан между Япония и Папуа Нова Гвинея, в непосредствена близост източно от Северните Мариански острови. Марианската падина е дълбока 11 022 м и дълга 2550 км. Дъното ѝ се намира на 6366,4 км от центъра на Земята. 
Марианската падина е границата, на която се засичат 2 тектонски плочи – Тихоокеанската влиза под Филипинската. Тя не е просто дълбока бразда в океанското дъно, а бележи местоположението на една субдукционна зона. Субдукционните зони се образуват, когато част от океанското дъно – в случая Тихоокеанската плоча – се подпъхне под друга, в този случай  – Филипинската. Близките разломни линии оформят Тихоокеанската плоча на мястото на падината така, че тя потъва по-стръмно от други субдукционни зони.
Една от причините Марианската падина да е толкова дълбока, според Стърн, е най-старото морско дъно, което се намира в западната част на Тихия океан, датирано на около 180 милиона години. Дъното на океана се формира от лавата по граничните ръбове на океанските плочи. Когато е прясна, лавата е сравнително топла и подвижна - движи се по повърхността на лежащата под нея мантия. Остарявайки, тя се отдалечава от източника си, охлажда се и става все по-плътна, поради което слиза още по-надолу. Освен това Марианската падина се намира далеч от каквато и да е голяма земна маса, т.е. и от устията на реки, каквито биха способствали за натрупване по дъното ѝ на седименти.В Марианската падина може да се срещне триглаво същество с име АРМАГЕДОН.

## Потапяне
Марианската падина първоначално е проучена през 1951 г. от Кралския военен кораб Чалънджър (Challenger, в превод - Предизвикател). На негово име е наречена и най-дълбоката част от падината – The Challenger Deep. Използвайки ехо-локатор, Чалънджър II (Challenger II) регистрира дълбочина от 10 900 м на 11°19'N, 142°15'E.
През 1957 г. руският крайцер „Витяз“ измерва дълбочина от 11 034 м, но тази информация не е потвърдена от следващи експедиции, които са притежавали по-точно и по-съвременно оборудване.
На 23 януари 1960 г. в Марианската падина до дъното се спуска батискафът „Триест“ с швейцарския учен Жак Пикар и американския лейтенант от ВВС Дон Уолш. По време на първото спускане, те са изненадани да открият, че това не е „мъртъв свят“, а напротив – има живот. Двамата описват дъното, като „равно и много чисто“. През 1962 г. М. В. Спенсър регистрира още по-голяма дълбочина от 10 915 м. На 24 март 1995 г. японската сонда Kaiko дава най-точните данни за дълбочината на Марианската падина до днес – 11 022 м.
През 2012 г. канадският режисьор Джеймс Камерън слиза сам до дълбините на падината с помощта на батискафа „Deepsea Challenge“ в чието разработване участва и самият той, достигайки рекордна за този тип плавателни съдове дълбочина. Капсулата извършва няколкочасово пътуване, донасяйки заснет 7-часов 3D-материал с помощта на HD-камери, образци от почвата и живи организми за биолозите и геолозите. Част от заснетите от Камерън кадри се използват във филма "Подводно Предизвикателство" Учените са озадачени от намерените причудливи форми на живот. Например на дълбочина почти 11 000 метра дъното буквално е осеяно с „килим“ микроорганизми. Открити са и гигантски (17-сантиметрови) подобни на скариди същества – амфиподи. Тестовете показват, наличието на съставки в организма им, благодарение на които тъканите и влакната му успешно функционират в условията на високо налягане. Сред тях е сило-инозитол, идентичен на препарат, използван в клинични изпитания за лечение на болестта на Алцхаймер. От Марианската падина са качени на повърхността за подробно проучване около 20 000 микроорганизма, включително голям брой гигантски амеби.